# خيما باسكوال توريثيا
خيما باسكوال توريثيا (بالإسبانية: Gema Pascual)‏ (بالإسبانية: Gema Pascual Torrecilla، ولدت في 12 يناير 1979، مدريد، إسبانيا) دراجة إسبانية.
حصلت على الميدالية البرونزية في بطولة العالم للدراجات الهوائية على المضمار عام 2006، كما حازت على الميدالية الفضية والبرونزية في بطولة أوروبا للدراجات الهوائية على المضمار.

## إنجازاتها

### بطولة العالم للدراجات الهوائية على المضمار
- 2006 بوردو  فرنسا:  ميدالية برونزية في سباق النقاط (Points race).

### بطولة أوروبا للدراجات الهوائية على المضمار
- 2005 فيورينزولا دردا  إيطاليا:  ميدالية برونزية في سباق أومنيوم (Omnium).
- 2007 كوتبوس  ألمانيا:  ميدالية فضية في سباق أومنيوم (Omnium).

## روابط خارجية
- خيما باسكوال توريثيا على موقع الاتحاد الدولي للدراجات (الإنجليزية)
- خيما باسكوال توريثيا على موقع أرشيف الدراجات (الإنجليزية)
- خيما باسكوال توريثيا على موقع نسبة الدراجات (الإنجليزية)
- خيما باسكوال توريثيا على موقع أوليمبيديا (الإنجليزية)